# Den Oudsten
Den Oudsten Bussen BV was een Nederlandse autobusfabriek aan de Utrechtsestraatweg te Woerden, die in 1926 werd opgericht door Marinus den Oudsten en Floris Domburg en in 2001 werd gesloten wegens het ontbreken van voldoende orders.

## Geschiedenis

### Eerste jaren
Tot in de Tweede Wereldoorlog heette deze carrosseriefabriek Den Oudsten & Domburg. In de jaren dertig bouwde deze fabriek vele bussen voor Nederlandse bedrijven, waaronder grote aantallen Opel- en Bedford-bussen voor de toenmalige GEBRU ter vervanging van de stadstram in Utrecht. Na de bevrijding gingen de beide firmanten uit elkaar. In 1947 startte Floris Domburg in het nabijgelegen Montfoort het bedrijf Carrosseriebouw Domburg, dat tot in de jaren zeventig eveneens veel bussen heeft gebouwd, vooral touringcars.

### Na de oorlog

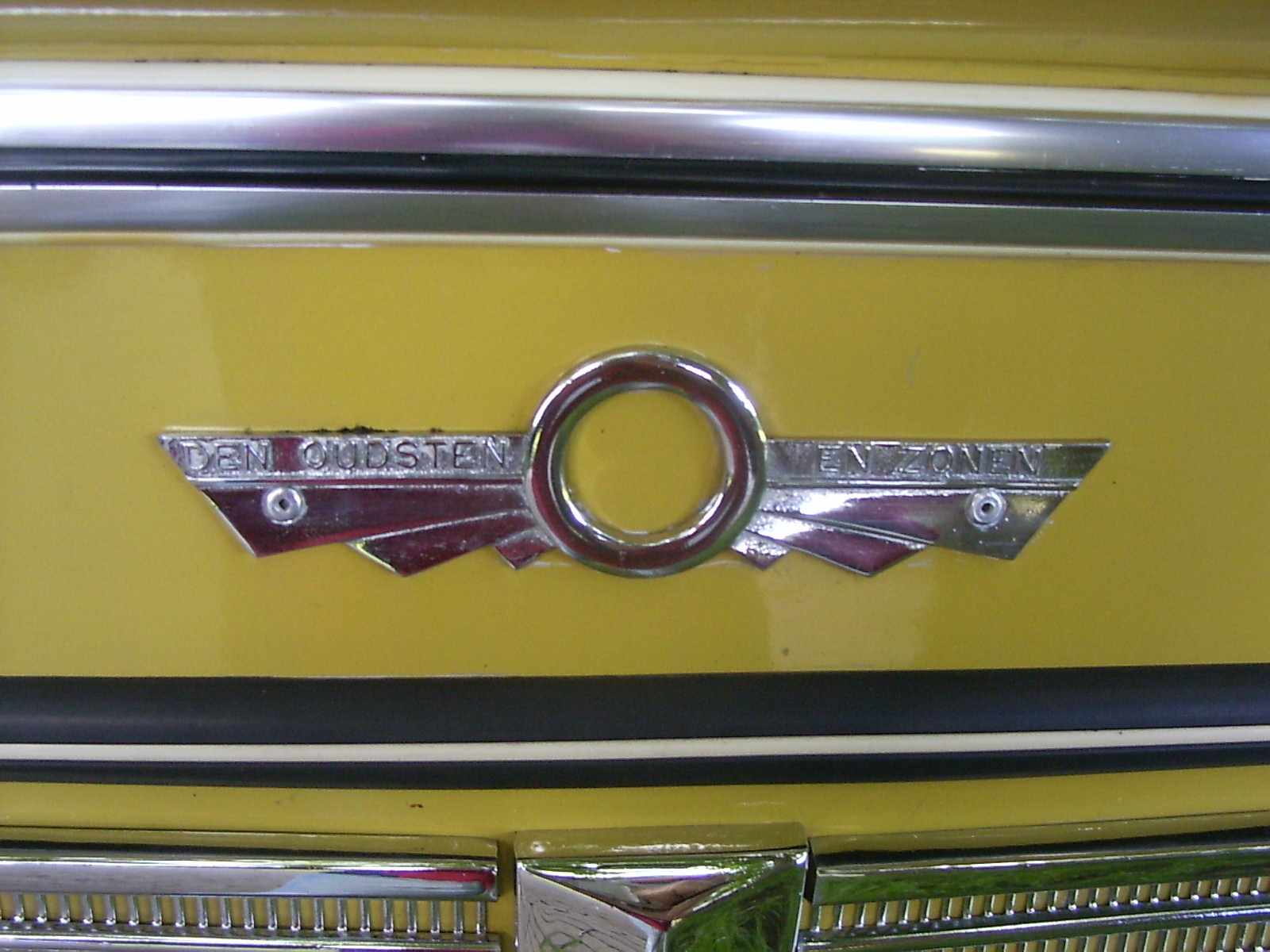
Den Oudsten-logo, jaren zestig

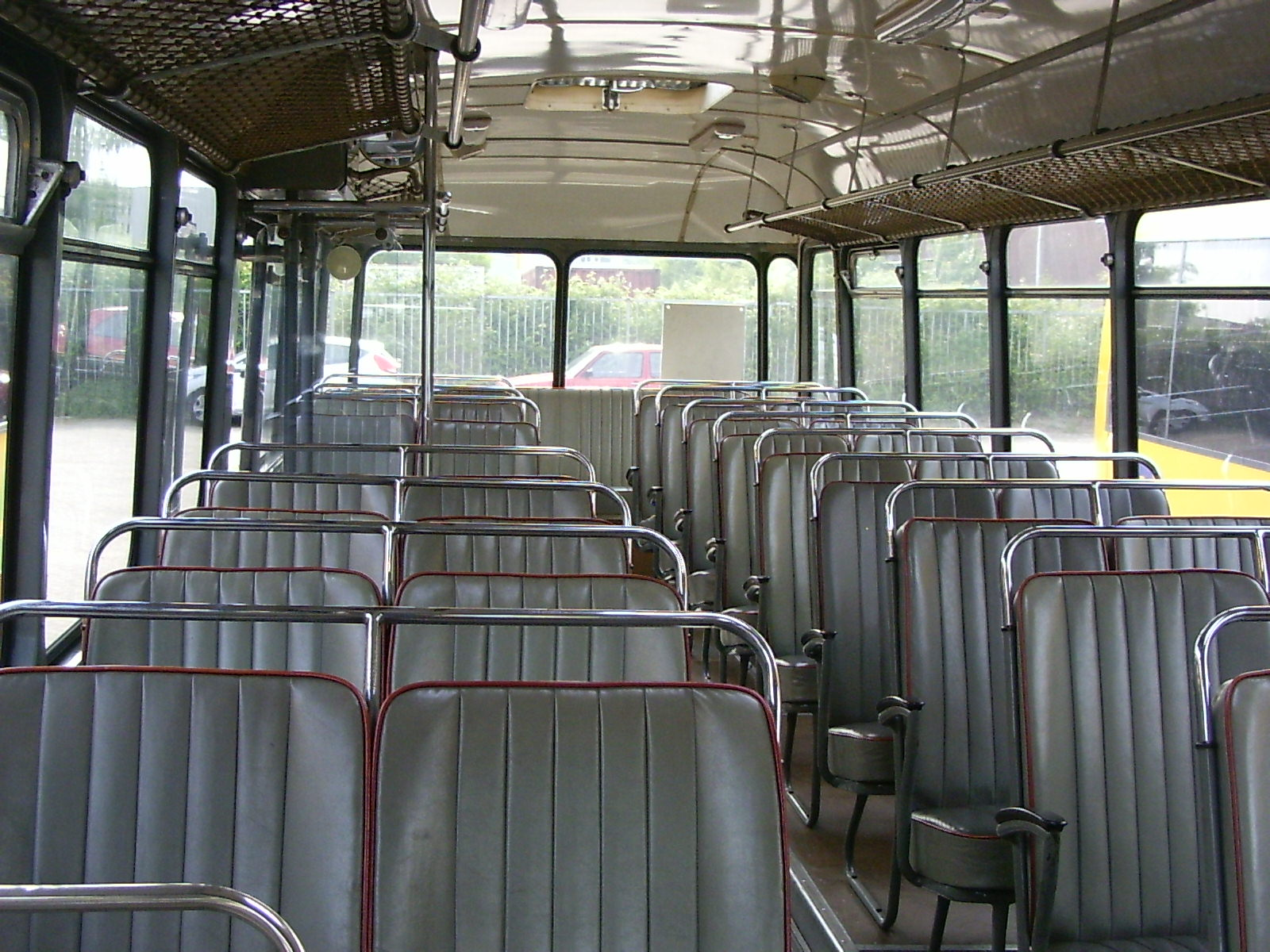
Interieur van een Den Oudsten-bus uit 1962

Den Oudsten ging als familiebedrijf verder en leverde in de jaren vijftig en zestig vele streekbuscarrosserieën op chassis van onder meer Leyland, DAF, Scania Vabis, Guy en Volvo aan grote klanten als de GTW, de participanten in de TP en de dochterondernemingen van de NS. Daarnaast heeft Den Oudsten veel touringcars geleverd.
Naast bussen op chassis begon Den Oudsten met de constructie van bussen met zelfdragende carrosserie, waarvan de eerste vier in 1956 geleverd werden aan NS-dochter Streekvervoer Walcheren. Deze bussen met de merknaam Leyhol Special LHS-Den Oudsten waren opgebouwd met Leyland-componenten. Ook de Woerden 12S-stadsbus uit 1962-1963 voor de firma Eltax in Leiden, op een aangepast DAF-chassis met de motor achterin, was een eigen bustype van Den Oudsten. De beide prototypen verhuisden van Leiden naar De City in Eindhoven, waar ze zo goed bevielen dat er in 1965-1966 nog 16 exemplaren werden aangeschaft met een markante, door Den Oudsten ontworpen voorruitconstructie. Bussen die daarmee waren uitgerust, kregen al gauw de bijnaam Duikboot, ontleend aan een film over Jules Vernes Kapitein Nemo. Diens onderzeeër Nautilus had aan de voorkant een grote glazen zichtkoepel waardoor de stuurman onder de boot kon kijken. Zo'n opvallende, naar voren stekende voorruit had dit Den Oudsten-model ook. Er zijn tussen 1962 en 1967 tientallen 'duikboten' geleverd op Leyland-chassis aan vooral GTW, GEVU en GVG, maar ook vijftien stuks als zelfdragende bus met de merknaam Leyland-Den Oudsten LO aan de NS-dochters GADO, GDS en RTM.
Voor de gezamenlijke NS-dochters bouwde men in 1964-1967 ook 80 enigszins gemodificeerde exemplaren van de zelfdragende bolramer-streekbus. In 1968 bouwde Den Oudsten totaal 40 standaardstadsbussen in opdracht van de Commissie Standaardisering Autobusmaterieel (CSA), die het Den Oudsten-product wilde vergelijken met dat van de hoofdleverancier Hainje. Van deze serie van 40 bussen gingen tien naar elk van de bedrijven HTM, RET, GEVU en GVB.

### Expansie
Na het verdwijnen van de busdivisie van Werkspoor in 1962 en van Verheul in 1970 bleef Den Oudsten over als de voornaamste leverancier van bussen voor het Nederlandse streekvervoer. Den Oudsten was in de jaren zeventig en tachtig, en deels ook nog in de jaren negentig, voornamelijk bekend als de bouwer van verreweg de meeste - 4706 - exemplaren van de standaardstreekbus. Die waren meestal gebouwd op DAF MB200-chassis of als zelfdragende Leyland-Den Oudsten LOB. De opvolger werd de Den Oudsten B88. Tientallen jaren bestond het wagenpark van vrijwel elk Nederlands streekvervoerbedrijf in meerderheid uit Den Oudsten-bussen. Ook enkele buspachters van de Belgische NMVB en de opvolgers daarvan, de Vlaamse Vervoermaatschappij "De Lijn" en de Waalse TEC, hebben een aantal Den Oudsten-bussen in hun wagenpark gehad.
In 1980 werd de busbouwer Van Rooijen in Montfoort overgenomen, die vooralsnog onder eigen naam bleef produceren. In 1986 kocht een van de toenmalige directeuren van het familiebedrijf, Jan den Oudsten, de Canadese busbouwer Flyer Industries en hernoemde die in New Flyer Industries. Dit bedrijf, dat als NFI Group in 2020 nog steeds succesvol opereert op de Amerikaanse en Canadese markt, stond formeel los van Den Oudsten Bussen BV, maar deelde daarmee wel het bedrijfslogo. In 1997-98 heeft de Woerdense fabriek de assemblage verricht van ongeveer 100 bussen van New Flyer, bestemd voor de Amerikaanse markt. Met een ander Canadees bedrijf, Nova Bus, werkte Den Oudsten samen bij de ontwikkeling van lagevloerbussen.

### Laatste jaren

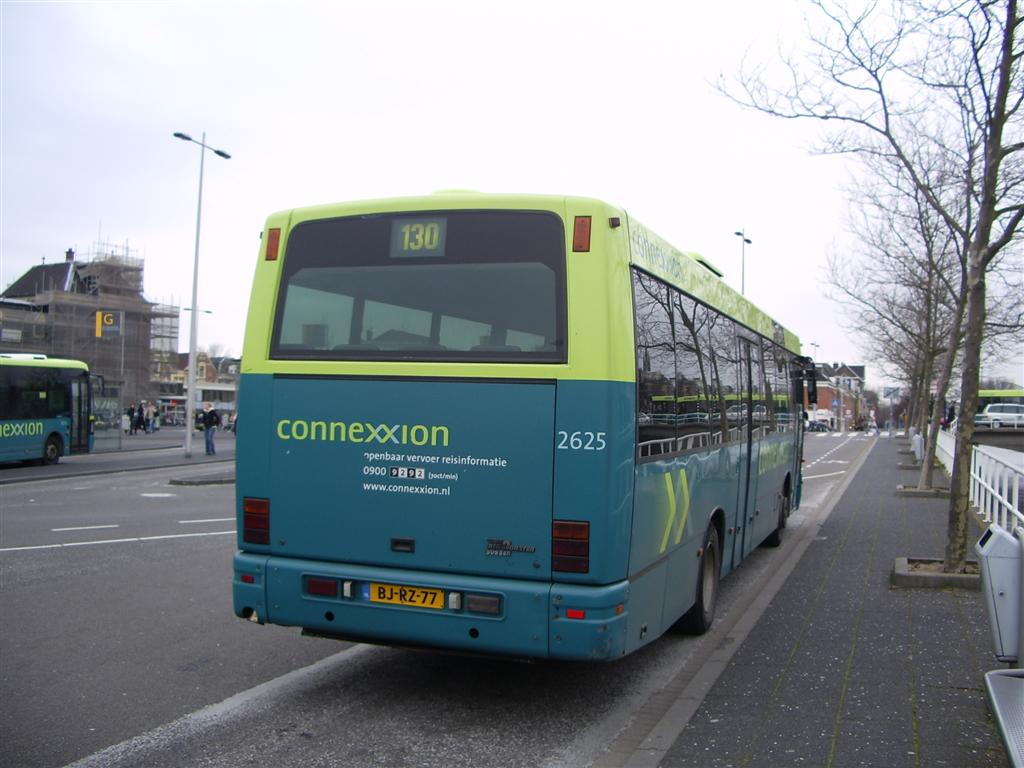
Achterzijde van een Den Oudsten Alliance

In 1990 werd familiebedrijf Den Oudsten verkocht aan United Bus, waarvan ook DAF Bus en BOVA deel uitmaakten. United Bus was geen succes en in 1993 werd Den Oudsten meegesleept in het faillissement van het moederbedrijf. Den Oudsten kon een doorstart maken, doordat Jan den Oudsten de boedel had teruggekocht. De bussen werden toen ook geleverd naar Duitsland, België, Griekenland, Palestina en Zweden. Nergens kreeg Den Oudsten vaste voet en het bleef bij die enkele levering.
In de jaren negentig kwam Den Oudsten met de succesvolle Alliance-serie, waaronder de B96 Alliance City. De Alliance-bussen konden vanaf 1990 geleverd worden als zelfdragende bus met een motor van DAF, Volvo of MAN. Er waren naast de zelfdragende Alliance ook versies leverbaar op chassis van b.v. DAF/VDL, Volvo of Iveco, meestal met heckmotor, maar naar keuze ook met underfloor motor.
Rond de eeuwwisseling werd in samenwerking met Fokker Space en Duvedec gewerkt aan de ontwikkeling van de innovatieve busconcepten X97, X98 en Avance, maar tot serieproductie is het niet meer gekomen. De vanzelfsprekende klandizie van Nederlandse openbaarvervoerbedrijven bestond niet meer. Doordat de vervoerbedrijven op de vrije markt bussen bij buitenlandse busbouwers gingen inkopen, kwam het bedrijf rond de eeuwwisseling opnieuw in financieel zwaar weer terecht. Den Oudsten had wel enig succes met export van bussen, maar dat woog niet op tegen de inzakkende thuismarkt. In 2001 hield Den Oudsten wegens ontbreken van voldoende orders op te bestaan.
Techno Service Nederland (TSN), een dochteronderneming van Connexxion, had de onderdelenvoorraad en technische kennis overgenomen om de Den Oudsten-bussen op de weg te kunnen houden, maar toen die aan het einde van hun levenscyclus kwamen, was dat niet meer nodig. De laatste Den Oudsten-bussen in het Nederlandse openbaar vervoer werden eind 2019 buiten dienst gesteld bij de Rotterdamse RET.
Diverse Nederlandse streekbussen werden na een arbeidzaam leven geëxporteerd naar het buitenland. In 2008 reden er bijvoorbeeld nog veel Den Oudsten-bussen in Cuba en Georgië.
Jan den Oudsten, zoon van medeoprichter Marinus den Oudsten en jarenlang directeur van het familiebedrijf, overleed op 29 maart 2023 op 92-jarige leeftijd.

## Portretten van Den Oudsten-producten

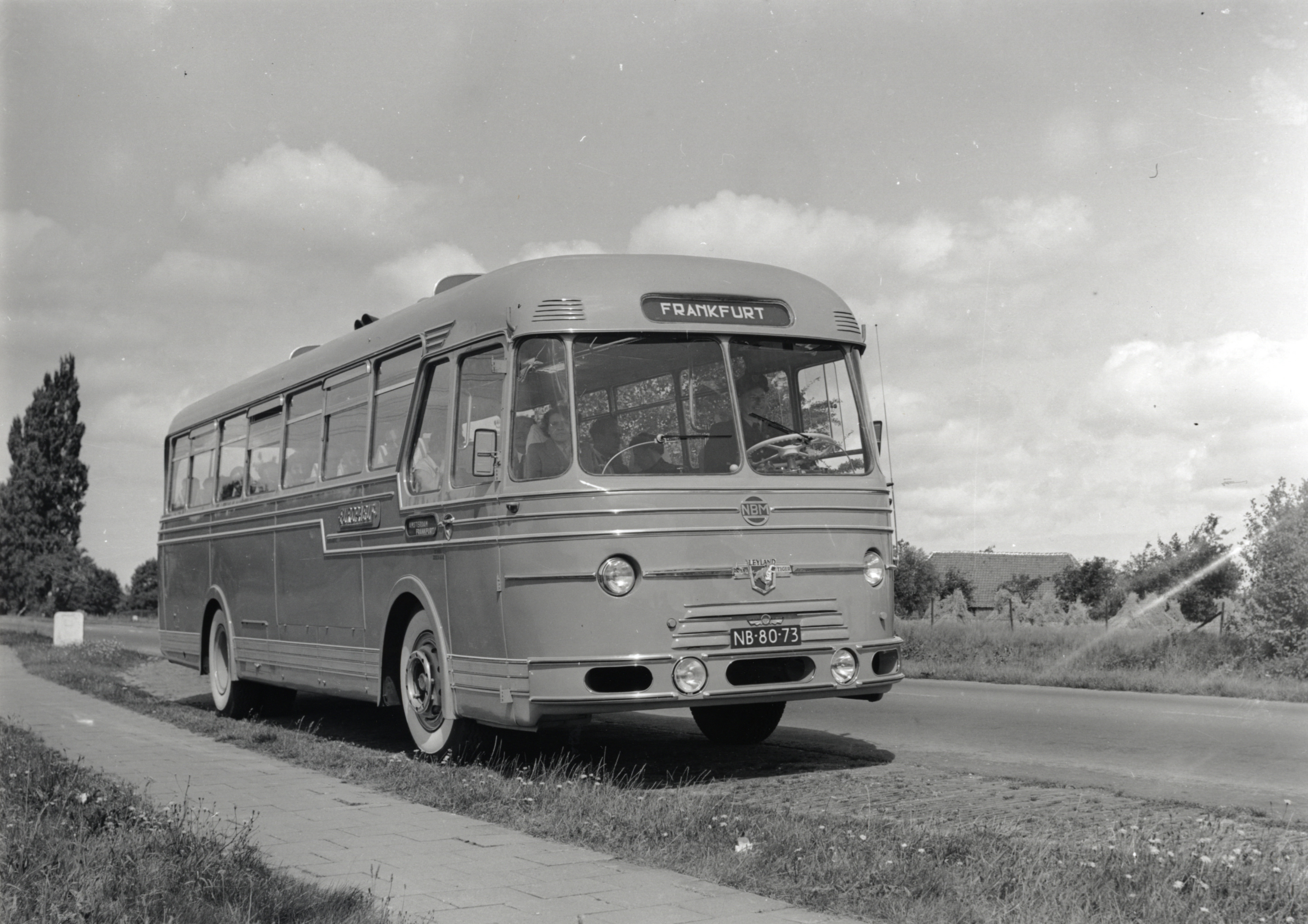
Leyland-Den Oudsten touringcar van de NBM als Europabus in 1953
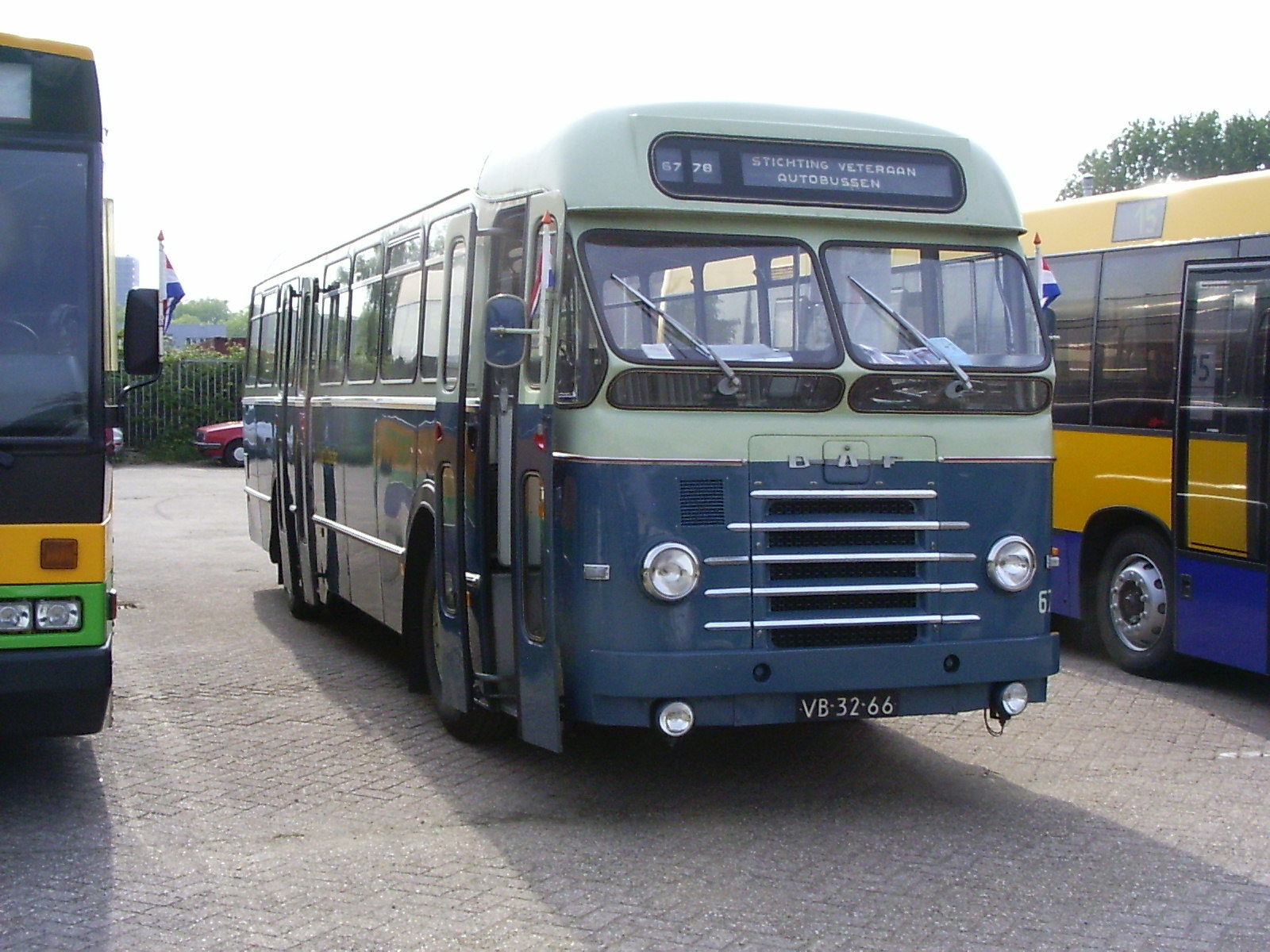
DAF TB102/Den Oudsten-streekbus 1962, Zuidooster
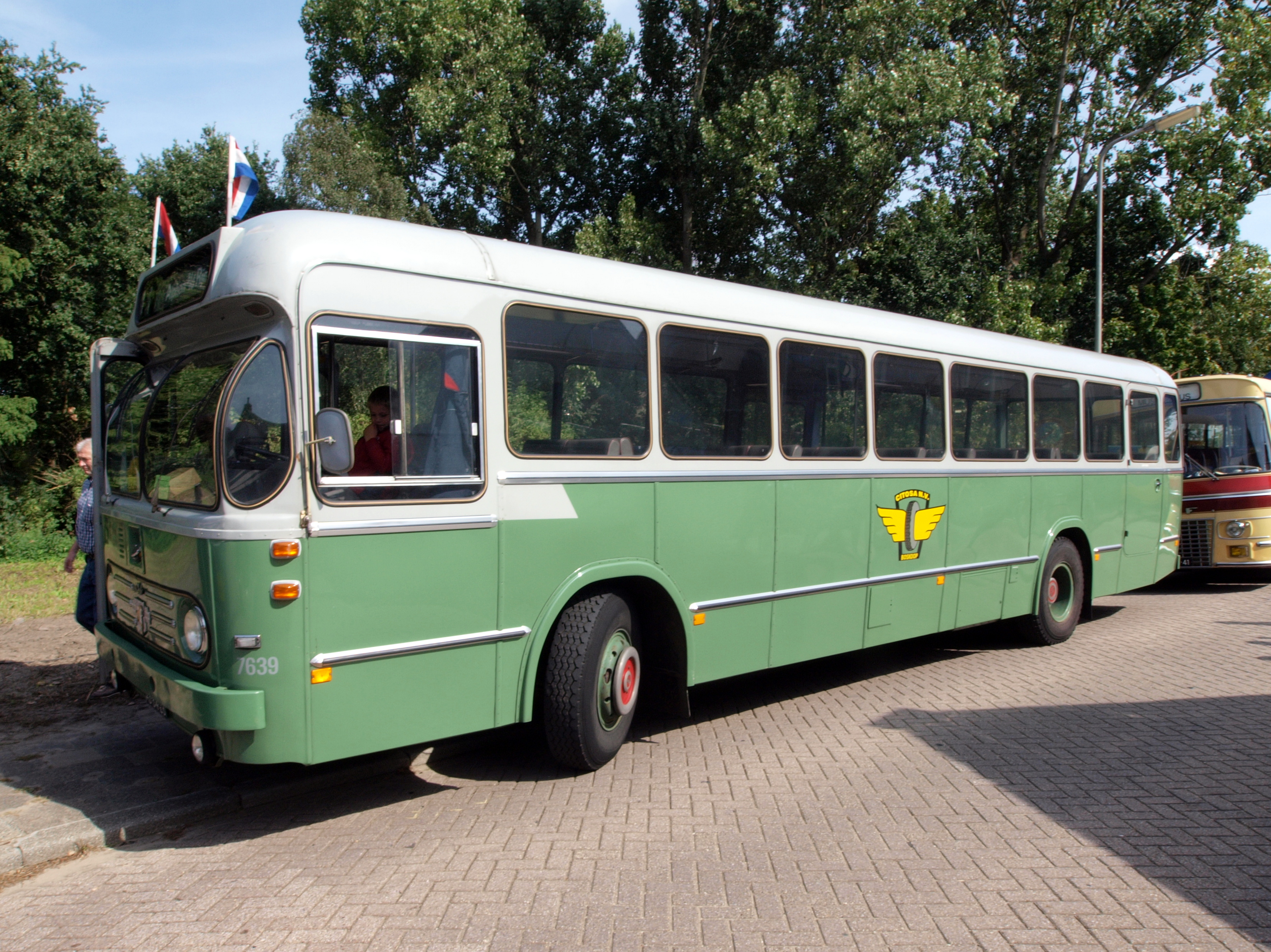
Leyland-Den Oudsten bolramer-streekbus 1967, Citosa-kleuren. Eigendom van het Haags Bus Museum
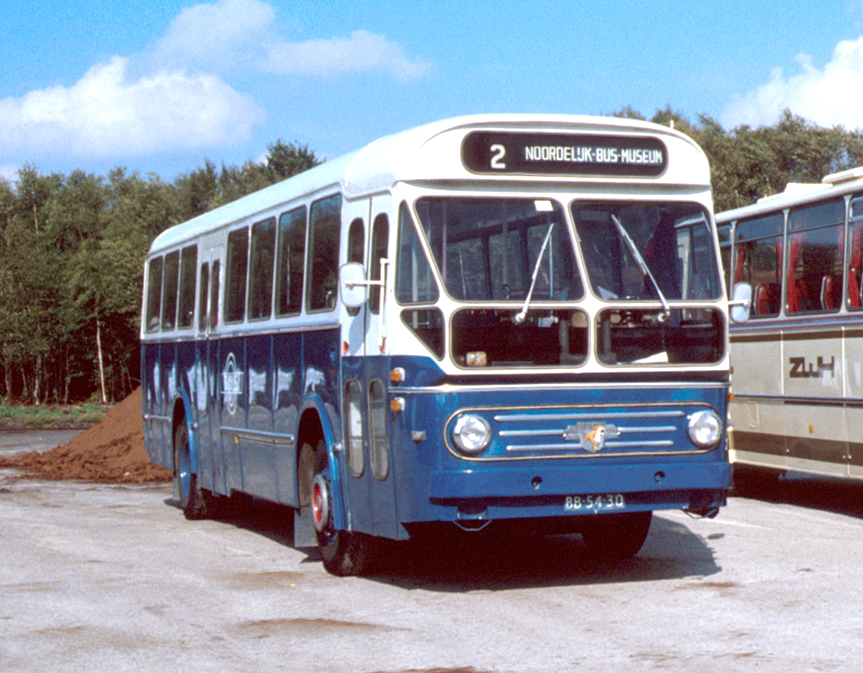
Leyland-Den Oudsten bus, model "duikboot" 1967, GDS
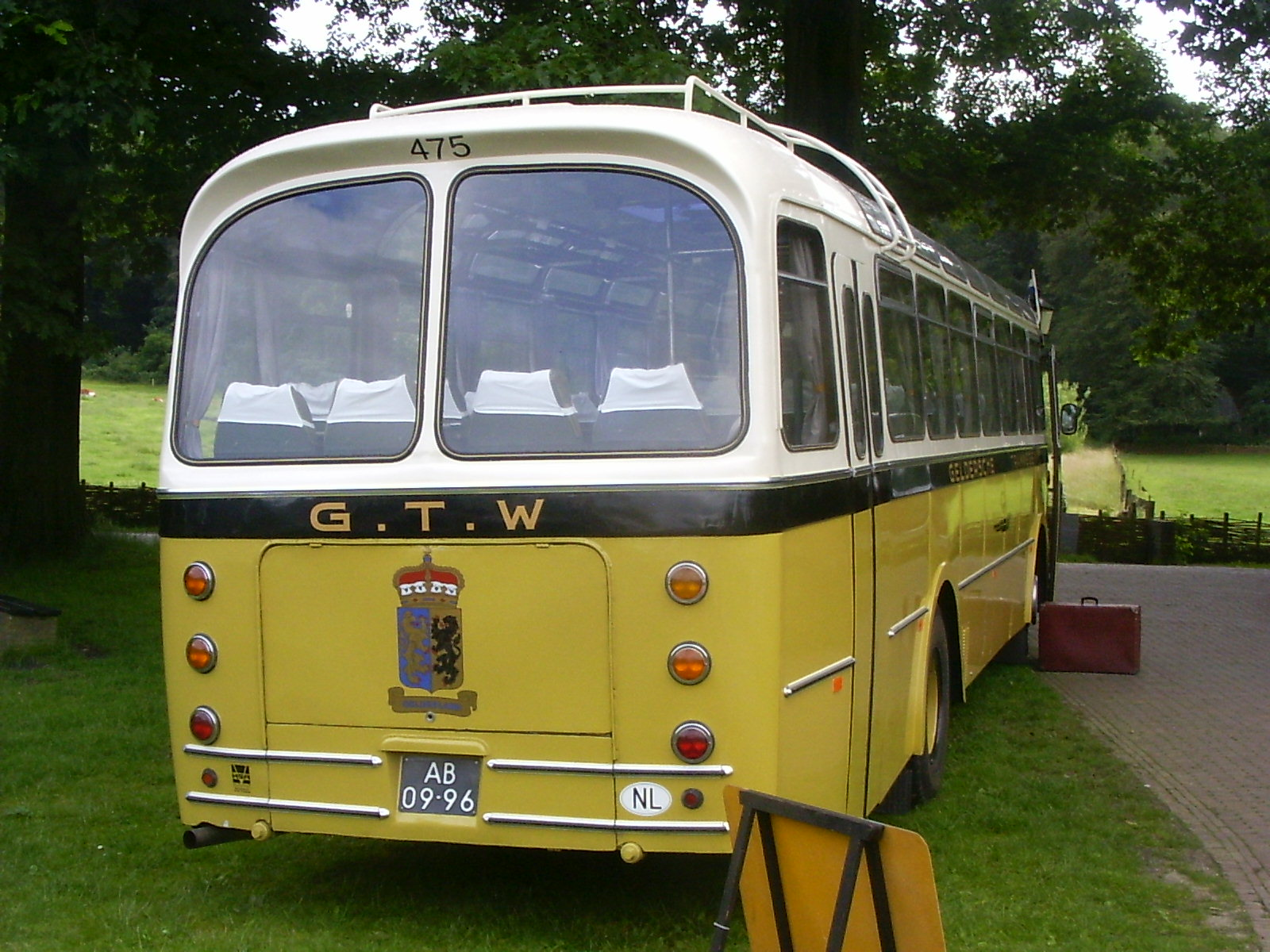
Karakteristieke Den Oudsten-achterruiten uit de jaren zestig, GTW
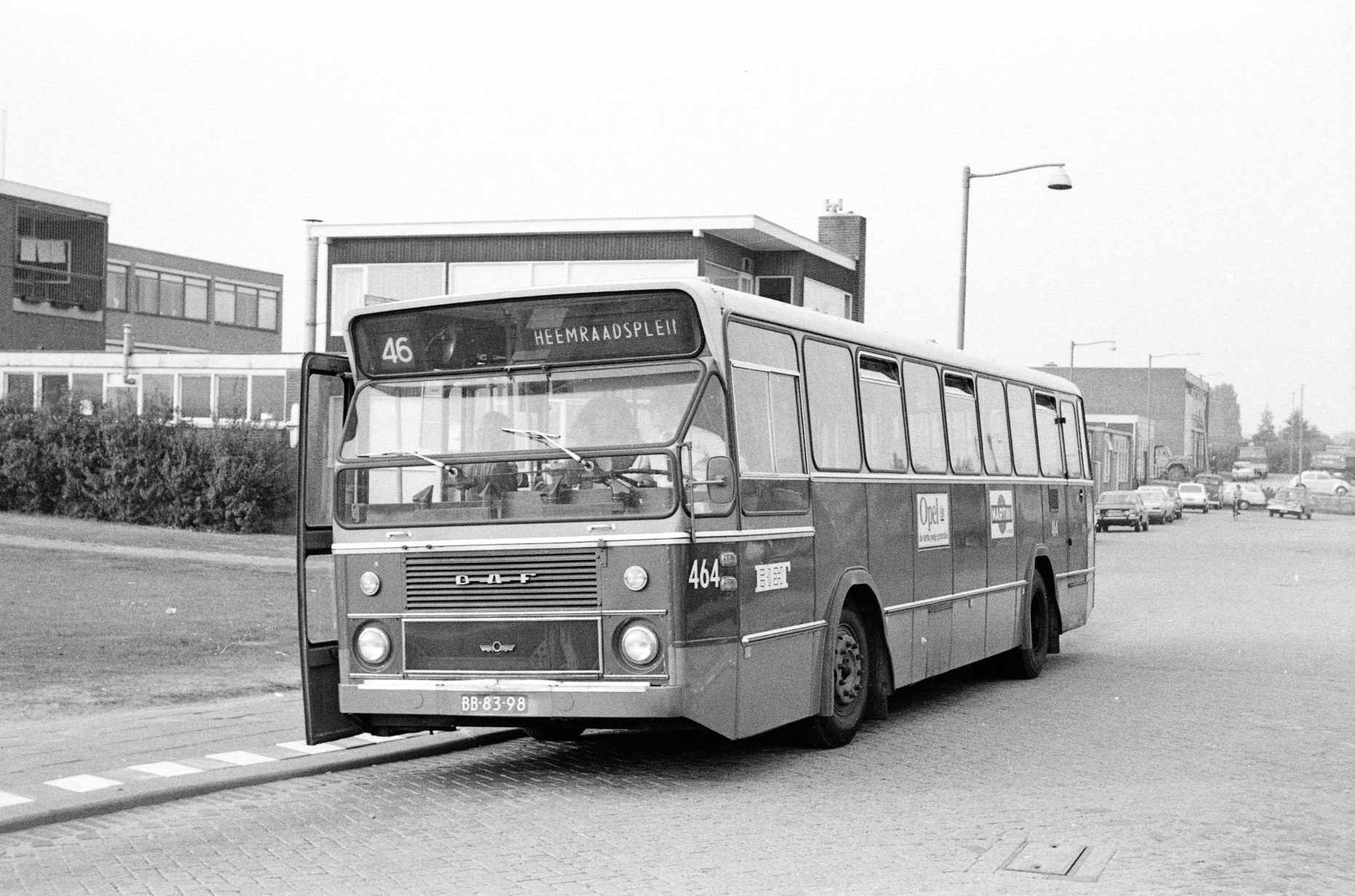
CSA-I standaardstadsbus RET uit 1968 met klein Den Oudsten-logo voorop
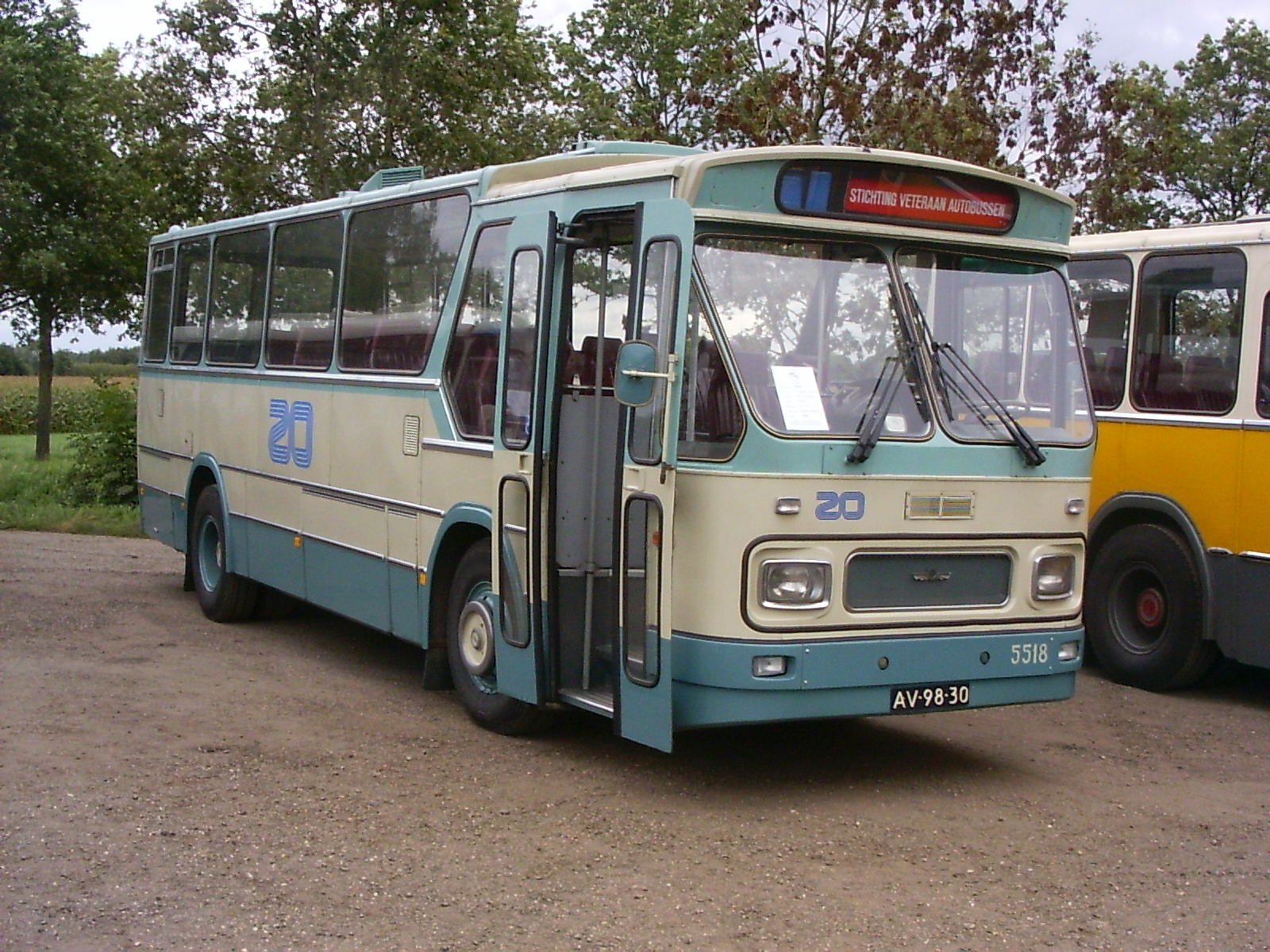
Leyland-Den Oudsten semi-touringcar, Zuidooster
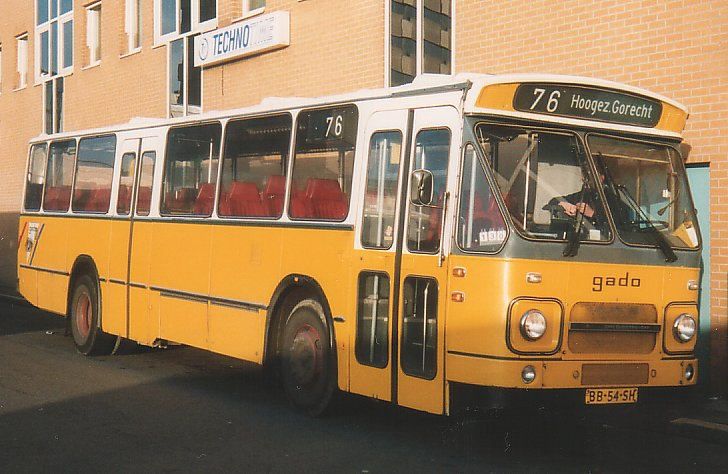
DAF MB200/Den Oudsten standaardstreekbus, GADO
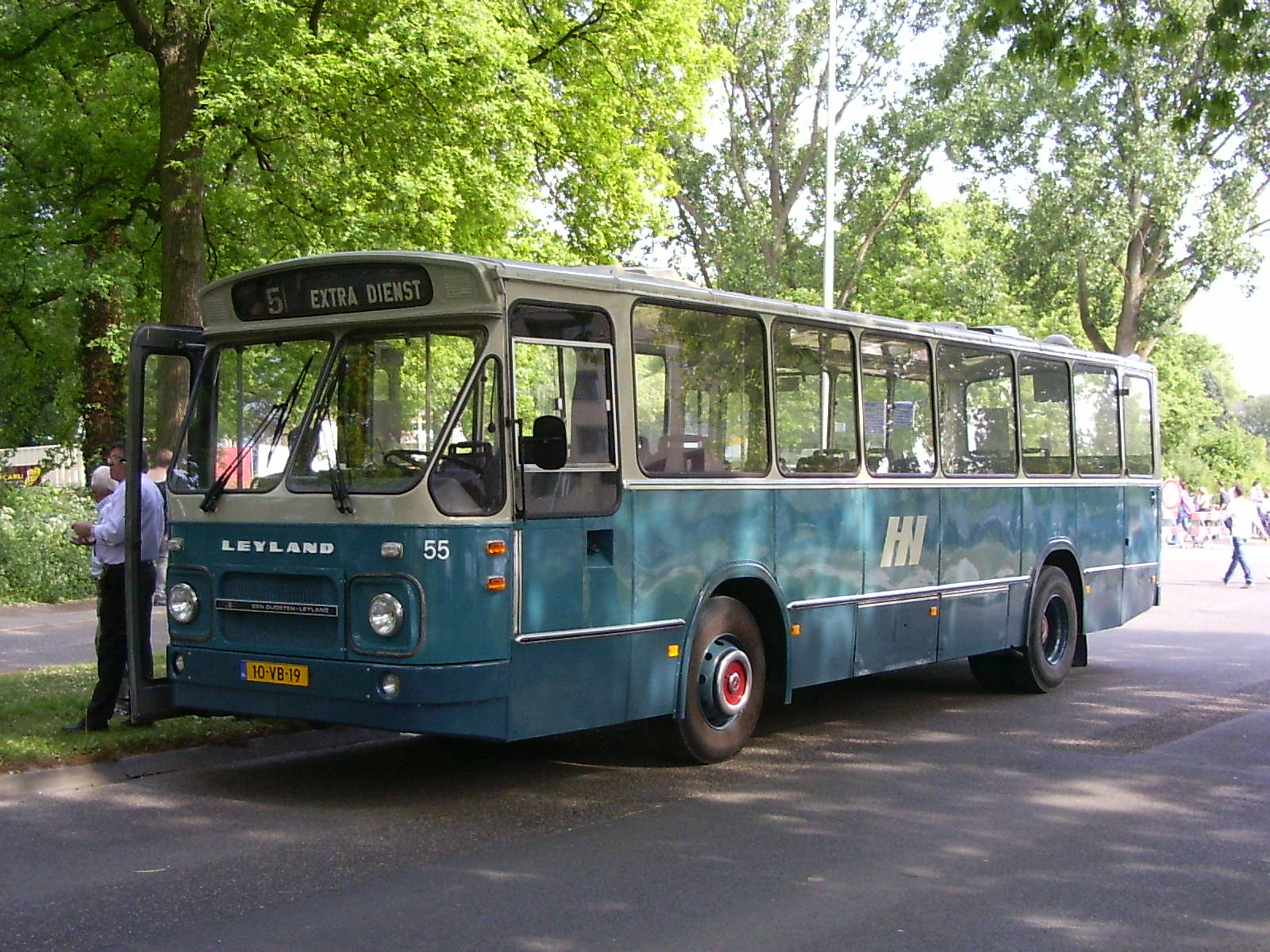
Leyland/Den Oudsten-stadsbus van Amersfoort
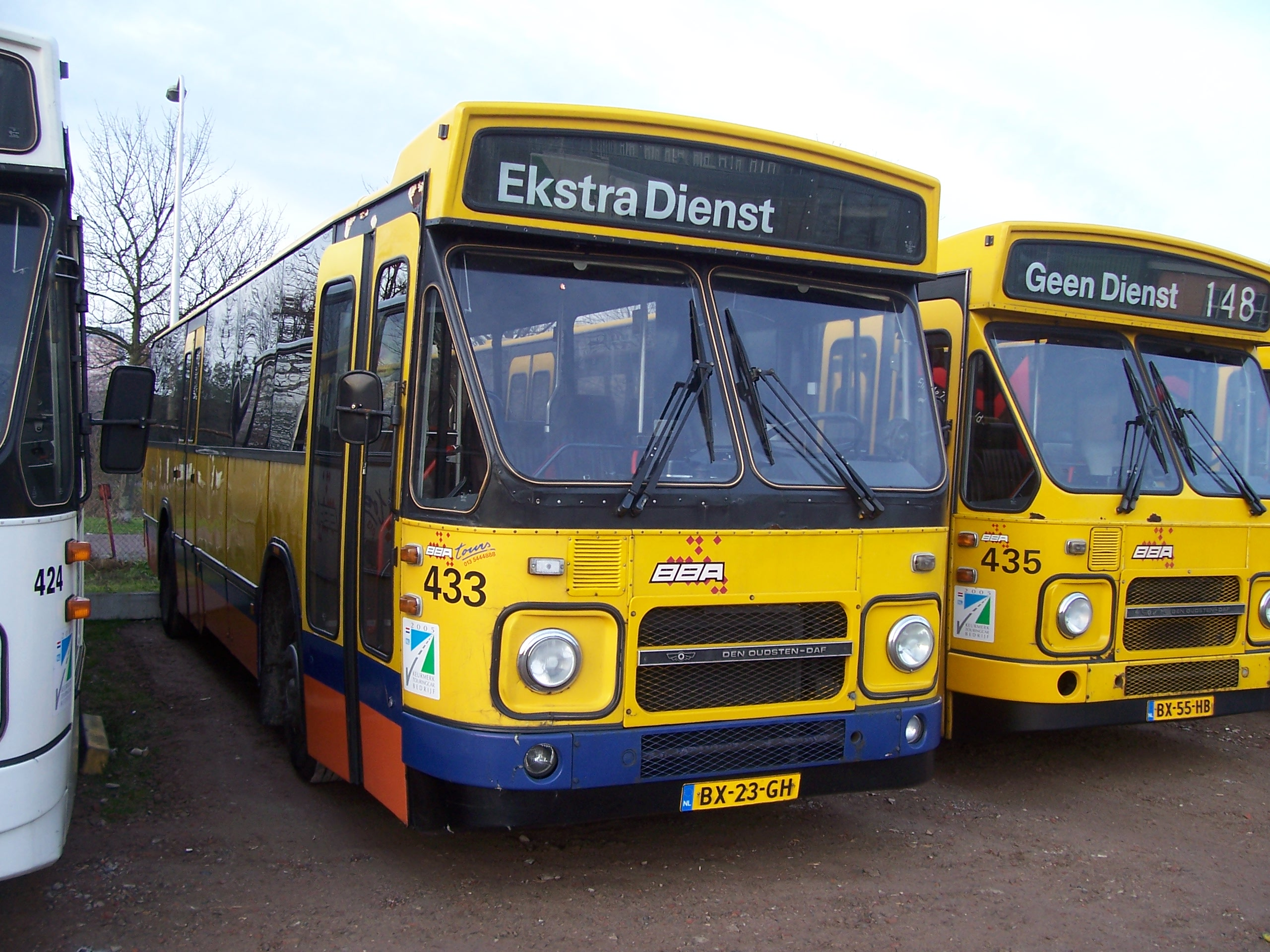
DAF MB200/Den Oudsten standaardstreekbus, BBA
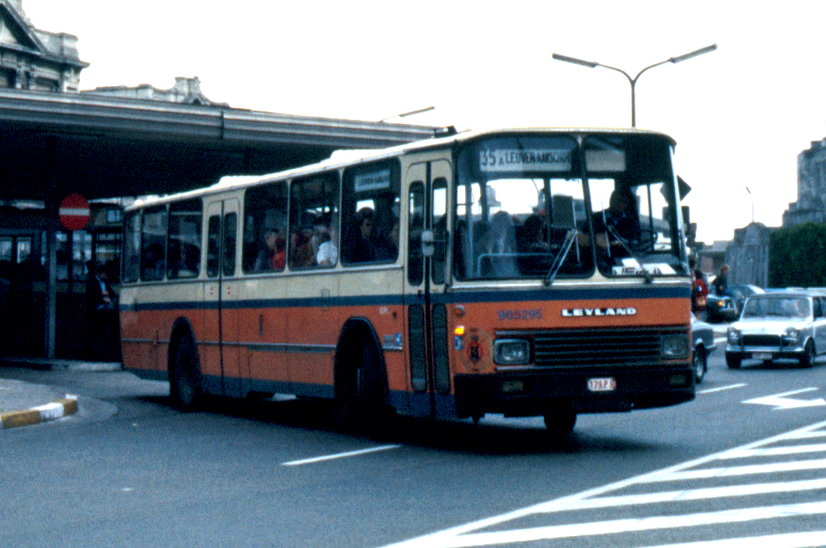
Leyland/Den Oudsten bus van NMVB-pachter STACA
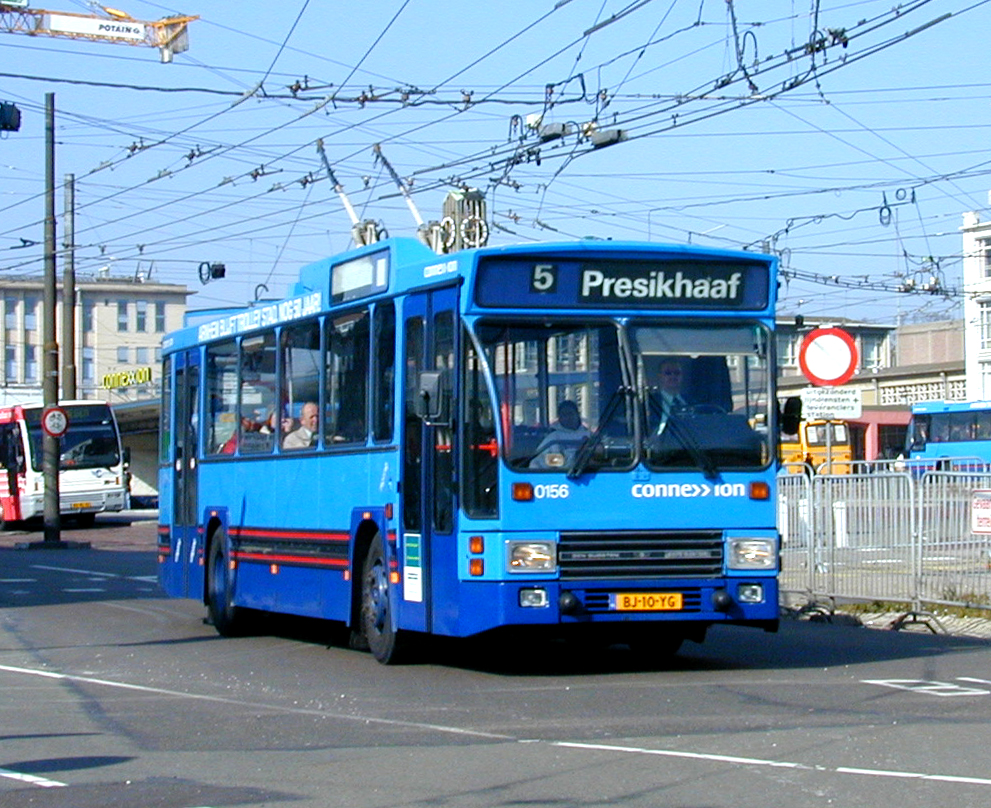
Den Oudsten B79T van het Arnhems trolleybusnet
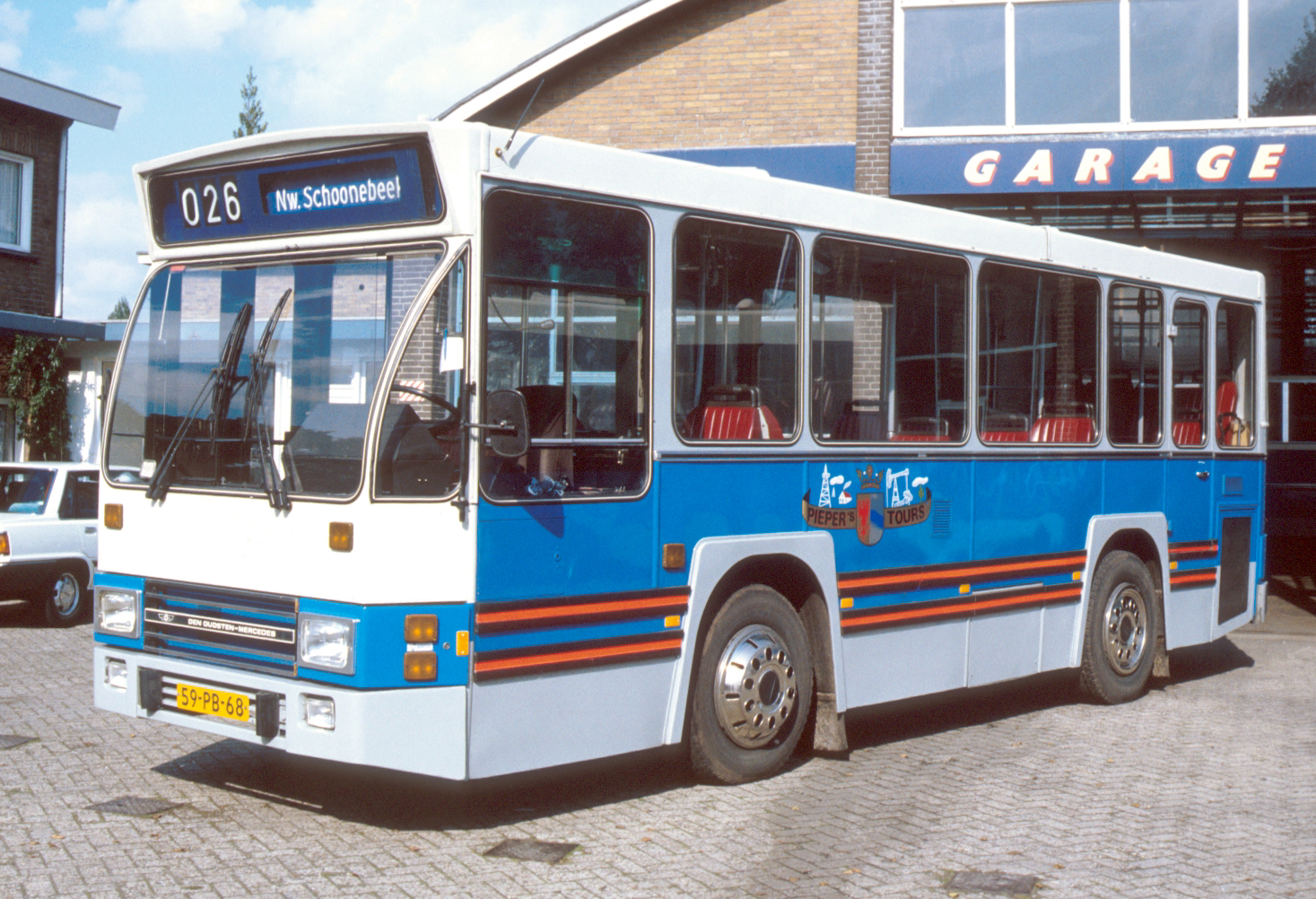
Den Oudsten B79-M380/Mercedes Benz van Pieper te Nieuw-Schoonebeek
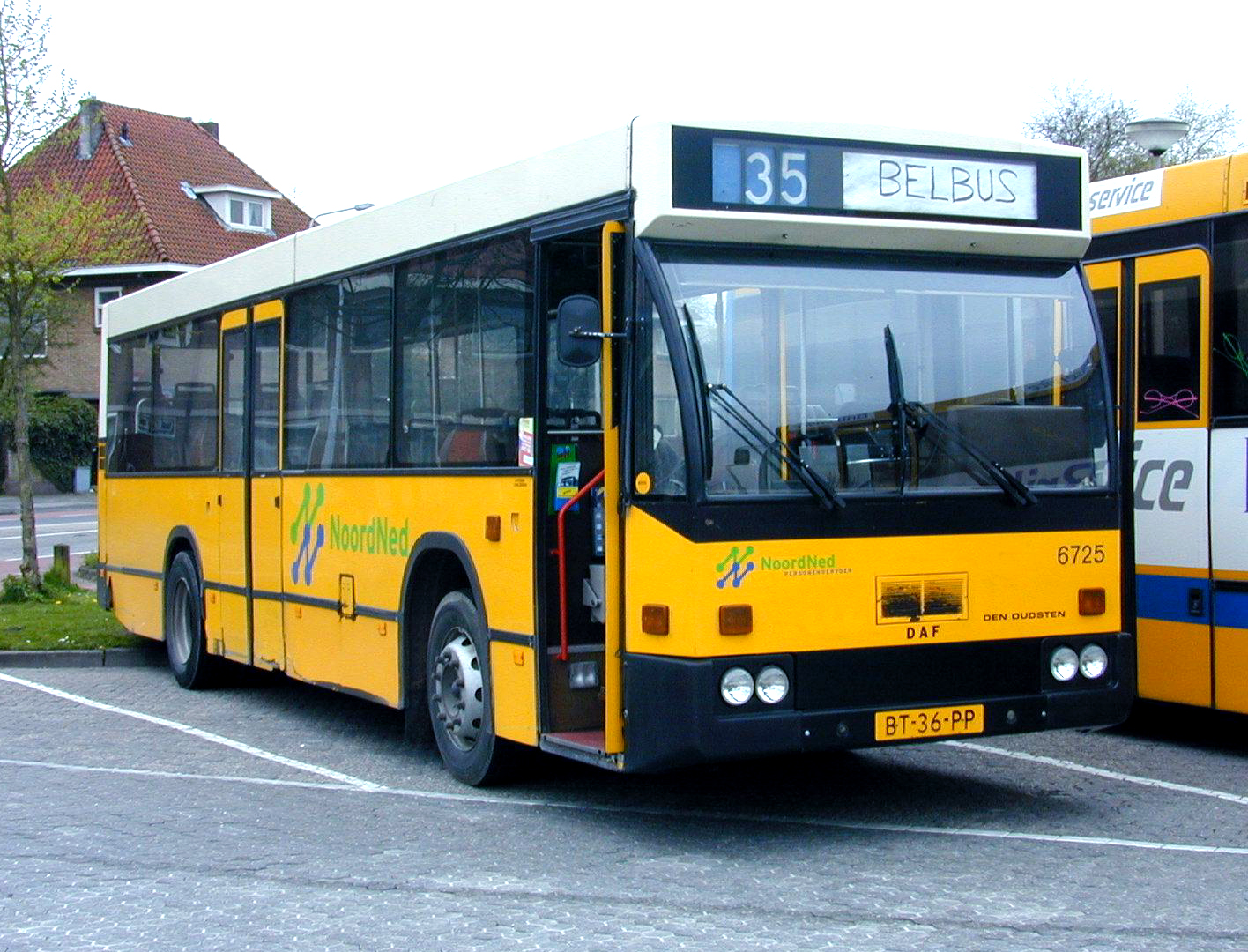
Den Oudsten B86 van Noordned
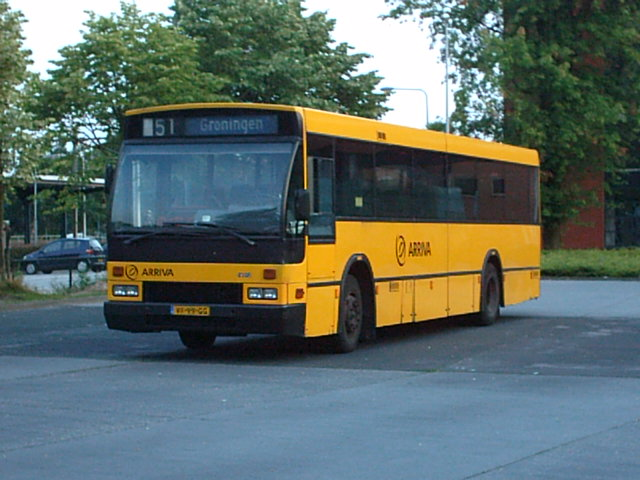
Den Oudsten B88, Arriva
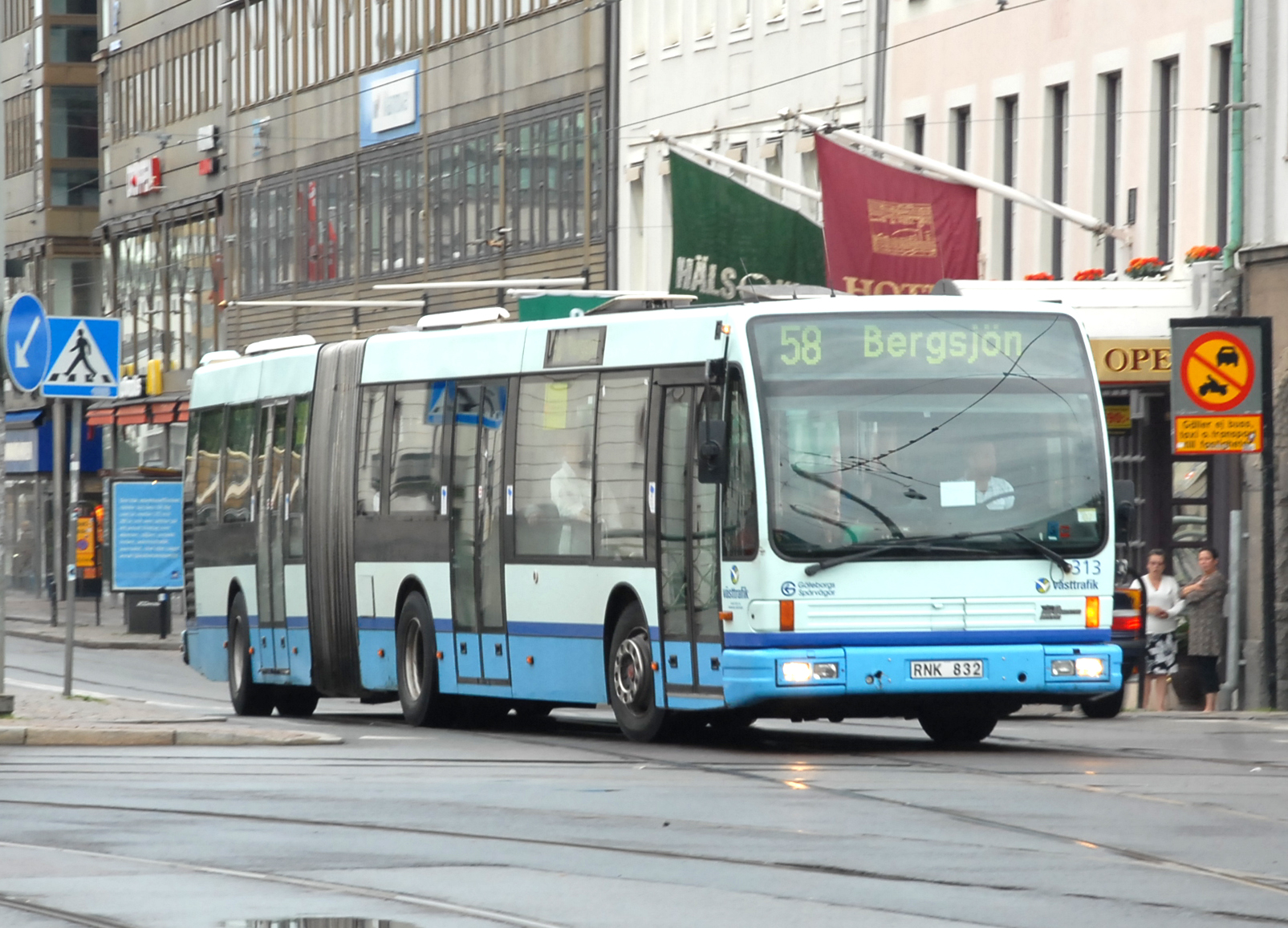
Den Oudsten B93 van Göteborgs Spårvägar
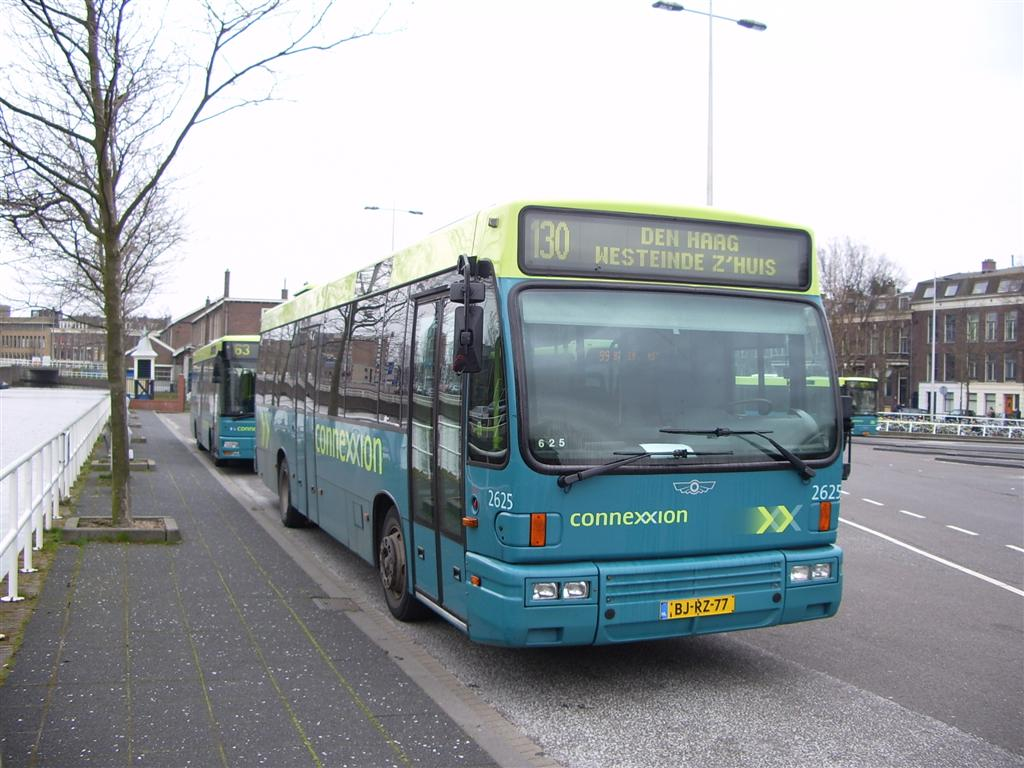
Den Oudsten B95 Alliance Intercity (Connexxion-variant)
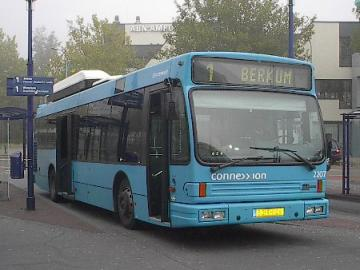
Den Oudsten B96 Alliance City, stadsdienst Zwolle
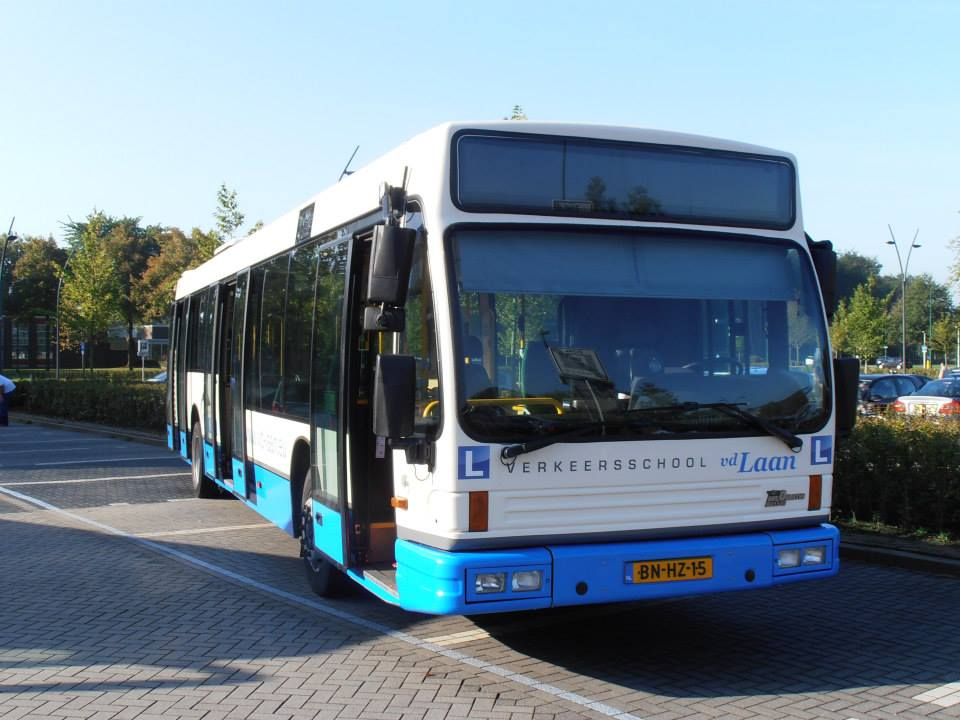
Den Oudsten B96 Alliance City, Verkeersschool v/d Laan (Oud RET 944)

## Typen
- Den Oudsten B79
- Den Oudsten B85/B86
- Den Oudsten B88
- Den Oudsten Alliance (B89, B90, B91, B93, B95, B96)
- Den Oudsten X97
- Den Oudsten X98
- Den Oudsten Avance (B99)

## Museumbussen
Verschillende Den Oudsten-bussen zijn bij museumbusstichtingen terechtgekomen. Zo bezit de Stichting Veteraan Autobussen meerdere Den Oudsten-bussen, waaronder het laatste gebouwde exemplaar op het DAF MB200-chassis, VAD 3931 en een van de laatste gelede bussen op het DAF MBG205-chassis, BBA 881.
Het Haags Bus Museum bezit meerdere Den Oudsten-bussen, zoals een bolramer-streekbus, een Den Oudsten B96 lagevloerbus en een gelede bus van het type B93.
Het Nationaal Bus Museum in Hoogezand heeft een grote hoeveelheid Den Oudsten-bussen in zijn collectie:
- GDS 22 Leyland-Den Oudsten
- GADO 2783 Leyland-Den Oudsten semi-tour en omgebouwd tot 'cabriobus'
- DVM 57 (5684) Leyland-Den Oudsten
- FRAM 2692 Leyland-Den Oudsten
- DVM 305 (2732) Leyland-Den Oudsten
- FRAM 1671 Leyland-Den Oudsten
- VAD 1759 Leyland-Den Oudsten
- GSM 8797 DAF MB200-Den Oudsten
- Vervoermaatschappij De Noord-Westhoek 36 DAF MB200-Den Oudsten
- GVU 519 VOLVO-Den Oudsten B88 (gelede bus).